# Comuna Tranemo
Tranemo (Tranemo kommun) este o comună din comitatul Västra Götalands län, Suedia, cu o populație de 11.531 locuitori (2013).

## Geografie

### Zone urbane
Lista celor mai mari zone urbane din comună (anul 2015) conform Biroului Central de Statistică al Suediei:
| Nr | Zona urbană | Pop.  |
| -- | ----------- | ----- |
| 1  | Tranemo     | 3.224 |
| 2  | Limmared    | 1.434 |
| 3  | Länghem     | 1.086 |
| 4  | Dalstorp    | 734   |
| 5  | Grimsås     | 694   |
| 6  | Rosenlund   | 329   |
| 7  | Ambjörnarp  | 301   |
| 8  | Uddebo      | 220   |
| 9  | Ljungsarp   | 219   |

## Demografie
| \| Evoluția demografică în comuna Tranemo, 1970–2015 \| Evoluția demografică în comuna Tranemo, 1970–2015 \| Evoluția demografică în comuna Tranemo, 1970–2015 \| Evoluția demografică în comuna Tranemo, 1970–2015 \| Evoluția demografică în comuna Tranemo, 1970–2015 \| \| ----------------------------------------------------------------------------------------------------- \| ------------------------------------------------- \| ------------------------------------------------- \| ------------------------------------------------- \| ------------------------------------------------- \| \| An \| \| \| Locuitori \| \| \| 1970 \| 1970 \| \| 11587 \| 11587 \| \| 1975 \| 1975 \| \| 11786 \| 11786 \| \| 1980 \| 1980 \| \| 12413 \| 12413 \| \| 1985 \| 1985 \| \| 12233 \| 12233 \| \| 1990 \| 1990 \| \| 12462 \| 12462 \| \| 1995 \| 1995 \| \| 12354 \| 12354 \| \| 2000 \| 2000 \| \| 12037 \| 12037 \| \| 2005 \| 2005 \| \| 11804 \| 11804 \| \| 2010 \| 2010 \| \| 11587 \| 11587 \| \| 2015 \| 2015 \| \| 11619 \| 11619 \| \| Sursa: SCB - Statistika Centralbyrån, Folkmängd efter region, civilstånd, ålder och kön. År 1968–2016 \| \| \| \| \| |      |  |           |       |
| Evoluția demografică în comuna Tranemo, 1970–2015 |      |  |           |       |
| An |      |  | Locuitori |       |
| 1970 | 1970 |  | 11587     | 11587 |
| 1975 | 1975 |  | 11786     | 11786 |
| 1980 | 1980 |  | 12413     | 12413 |
| 1985 | 1985 |  | 12233     | 12233 |
| 1990 | 1990 |  | 12462     | 12462 |
| 1995 | 1995 |  | 12354     | 12354 |
| 2000 | 2000 |  | 12037     | 12037 |
| 2005 | 2005 |  | 11804     | 11804 |
| 2010 | 2010 |  | 11587     | 11587 |
| 2015 | 2015 |  | 11619     | 11619 |
| Sursa: SCB - Statistika Centralbyrån, Folkmängd efter region, civilstånd, ålder och kön. År 1968–2016 |      |  |           |       |